# Acid gentizic
Acidul gentizic (sau gentisic; acidul 2,5-dihidroxibenzoic) este un compus organic, fiind un derivat de acid benzoic dihidroxilic. Este un produs minor de degradare metabolică al aspirinei (~1%), fiind excretat la nivel renal. Este și un compus natural, fiind întâlnit în specia  Alchornea cordifolia și în  vin.

## Obținere
Acidul gentizic poate fi obținut în urma reacției de carboxilare a hidrochinonei, acesta fiind un exemplu de reacție Kolbe-Schmitt:
O altă metodă de obținere implică reacția de oxidare a acidului salicilic cu persulfat de potasiu, acidul gentizic fiind produs în prezența sulfatului de fier (II).